# Dolchstoßlegende
Pour les articles homonymes, voir Coup de poignard dans le dos.

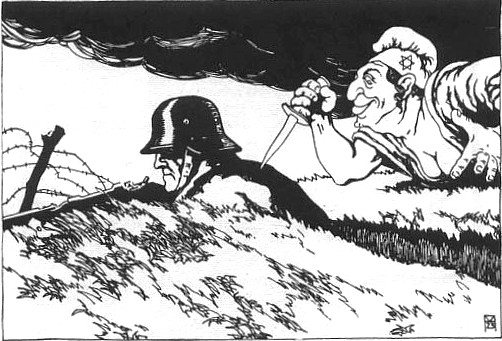
Dessin antisémite illustrant la Dolchstoßlegende : l'armée allemande frappée par la « démocratie juive » (carte postale autrichienne de 1919).

La Dolchstoßlegende (prononcé : [ˈdɔlçʃtoːsleˌɡɛndə]  ; en français : « légende du coup de poignard [dans le dos] ») est une tentative de disculper l'Armée allemande de la défaite de 1918, en attribuant la responsabilité à la population civile à l'arrière du front, aux Juifs, aux milieux de gauche et aux révolutionnaires de novembre 1918. Ce mythe est repris et largement répandu par les anciens combattants et les mouvements de droite et nationalistes, comme le Stahlhelm. Il « intoxique » la république de Weimar et contribue à l'essor du NSDAP.

## Origine
Le terme Dolchstoß est utilisé pour la première fois le 17 décembre 1918 par le quotidien suisse alémanique Neue Zürcher Zeitung, qui attribue cette citation au général britannique Frederick Barton Maurice : « En ce qui concerne l'armée allemande, pour exprimer un point de vue commun, elle a été poignardée dans le dos par la population civile. »
Par la suite, le général Maurice conteste la paternité de cette citation.

## Une théorie de l'armée allemande

### Le haut commandement

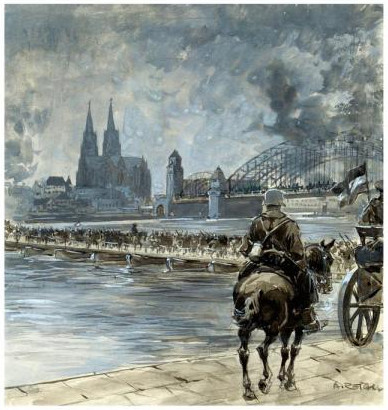
« Im Felde unbesiegt » (« Invaincus sur le champ de bataille ») : image de l'évacuation de Cologne en 1918 où la formule de Friedrich Ebert est reprise par la propagande nationaliste. Dessin d'Albert Reich, 1918.

Le mythe du coup de poignard dans le dos est utilisé par les hauts dignitaires militaires du Reich comme Erich Ludendorff et Paul von Hindenburg devant une commission d'enquête parlementaire. Hindenburg déclare ainsi devant le comité le 18 novembre 1919 : « Un général britannique me disait avec raison : l'armée allemande a reçu un coup de poignard dans le dos. Il est clair de qui a la charge de la faute. » Aucun des deux hommes n'évoquera le fait qu'eux-mêmes avaient en catastrophe demandé le cessez-le-feu, le 19 septembre 1918 après l'échec de l'offensive d'été.
Selon l'historien allemand Horst Möller : « Hindenburg n'a nullement succombé à une illusion dont il aurait été lui-même la victime. Dans une conversation du 28 septembre 1918 entre Hindenburg et Ludendorff, tous deux étaient tombés d'accord pour penser que la situation ne pouvait plus que se détériorer sur le front de l'Ouest ».

### Un précédent: la défaite bulgare
À la suite de l'offensive franco-britannique du 8 août 1918, « jour de deuil de l'Armée allemande » selon Ludendorff, celui-ci confie au colonel von Haeften le 12 août que la situation est désormais sans espoir. Ce conseiller, officier de liaison de l'Oberste Heeresleitung (OHL) auprès du chancelier et chargé des Affaires étrangères, lui suggère qu'une demande d’armistice ne peut venir de l’État-major : pour sauvegarder l'honneur de l'armée, si ce n'est de ses commandants en chef, la responsabilité doit être assumée par le gouvernement. En conséquence, l'OHL lui masque totalement la réalité de la situation militaire, ainsi qu'à l'opinion. Le repli de l'armée, en particulier vers la ligne Hindenburg, est ainsi présenté comme un mouvement stratégique parfaitement maîtrisé. Il cache également le retrait d'une large part des forces allemandes soutenant la Bulgarie face à l'armée alliée de Salonique, alors que la convention de Sofia prévoyait une aide de six divisions.   
Or, avant même l'offensive contre la ligne fortifiée en France, la rupture du front oriental le 15 septembre, démentie puis minimisée par l'État-major, discrédite celui-ci auprès du gouvernement qui pressent des conséquences graves au niveau politique (désengagement des alliés bulgares et austro-hongrois). Ludendorff, qui n'a jamais ménagé son allié — refusant par exemple toute aide financière ou alimentaire — se retrouve confronté à son propre mensonge. Quand Sofia, n'attendant plus rien du Reich, dépose les armes le 29 septembre, l'OHL crie à la trahison, occulte les erreurs stratégiques allemandes et l'usure des forces bulgares pour développer une thèse de politique interne : c'est la lutte entre partis politiques ayant amené Malinov au pouvoir et la propagande bolchevique qui ont précipité la chute de l'allié. Des thèmes qu'il suffira de reprendre en les appliquant au Reich et à son armée.

## Un pays en désarroi

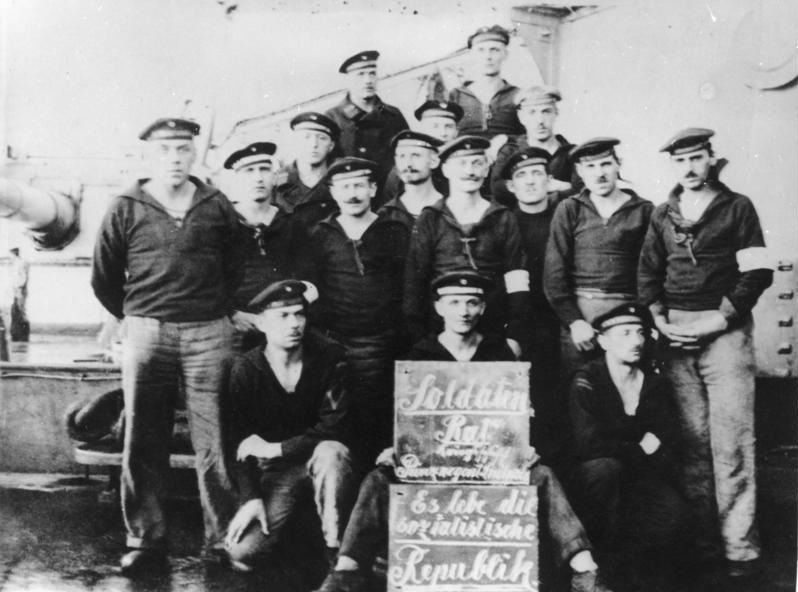
« Soldaten Rat Prinzregent Luitpold - Es lebe die sozialistische Republik » (« Conseil d'ouvriers et de soldats du cuirassé Prinzregent Luitpold - Vive la République socialiste ») : la mutinerie de la flotte de Kiel est le point de départ de la révolution allemande. Novembre 1918.

L'idée d'une armée ni en cause ni vaincue, assez répandue dans la population, fut renforcée par le retrait volontaire et ordonné des troupes allemandes. Les Allemands eurent l'impression que les soldats regagnaient leurs foyers contraints non pas par la situation militaire et la perspective d'une défaite totale, mais par une décision politique. Même après la défaite, la presse allemande — telle la Kölnische Zeitung — salua « le retour des héros invaincus ». Friedrich Ebert lança « Aucun ennemi n'a pu vous vaincre. »
En fait, la situation de l'Allemagne n'était plus tenable, tant sur le plan interne que militaire. Sur le plan interne, le pays, soumis à un blocus maritime, ne pouvait plus compter sur les importations de denrées et de matières premières. Quant à la situation militaire, les défaites se succédaient (Offensive des Cent-Jours), les Alliés disposaient d'une supériorité numérique et matérielle, et l'état-major allemand craignait la prochaine grande offensive alliée (qui était prévue pour le 13 novembre). En octobre 1918, entre 750 000 et un million de soldats sont en état de désertion, évitant du moins de rejoindre leur unité et le front en stationnant dans les gares étapes de Belgique ou d'Allemagne. L'armée utilise les mitrailleuses pour déloger ces masses aux gares de Charleroi et Namur ; elle est accueillie par des grenades à Cologne. Plus encore, début novembre débutent des mutineries et des meurtres d'officiers d'inspiration révolutionnaire. Par peur de ces soldats débandés, les autorités des régions frontalières s'inspirent des milices locales autrichiennes einwohnerwehren se défendant contre les soldats fuyards. Le ministre de la guerre bavarois et le ministre de l'Intérieur prussien autorisent la création de telles milices, et le général Groener fonde des conseils de soldats pour renouer le dialogue. Le 18 novembre, il organise le retour des troupes dans l'apaisement et demande aux autorités civiles que les soldats soient accueillis glorieusement, « avec des branches de sapins ». Ces mesures calmeront les ressentiments, bien que des bandes de pillards soient encore signalées en 1919. Cette vague de mutinerie d'octobre 1918, et, plus généralement, l'état de déliquescence de la Deutsches Heer, infirme dans une large mesure la légende.
Ainsi, la population eut l'impression que la situation militaire n'était pas si mauvaise, et ne comprit pas pourquoi les soldats rentraient. Dans son Journal, l'Alsacien germanophile Philippe Husser montre bien la mentalité du petit peuple allemand complètement abasourdi devant la suite des événements. Le 10 juillet 1919 il écrit :

« Au beau milieu de la marche triomphale, ce fut le choc, la débâcle. Une débâcle propre à surprendre autant les amis que les ennemis […] Hindenburg a dit un jour : « Celui qui vaincra, ce sera celui dont les nerfs auront résisté le plus longtemps ». Et les nerfs du peuple allemand ont lâché en premier. En pleine marche triomphale, au milieu du territoire ennemi, ses forces l'ont abandonné,. »

Cet état d'esprit très répandu permit au gouvernement allemand de présenter à la population la reddition comme une décision davantage politique que militaire. Une défaite militaire totale aurait en effet fait basculer le rapport de force encore plus en défaveur de l'Allemagne lors des négociations.

## Exploitation contre la république de Weimar

### Nationalistes

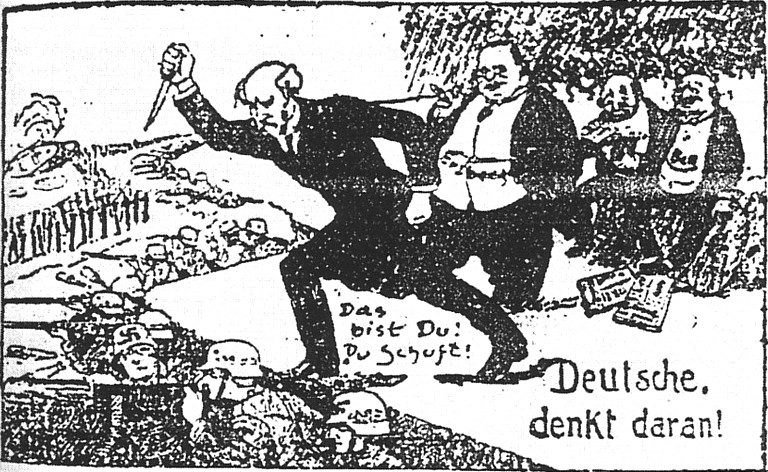
Philipp Scheidemann et Matthias Erzberger poignardant l'armée allemande, caricature nationaliste de 1924.

Les nationalistes allemands et notamment le NSDAP, s'emparent de la légende à des fins de propagande, qui sera systématiquement utilisée, conjointement avec la rhétorique des « criminels de novembre » contre la jeune république de Weimar. Dans Mein Kampf, Hitler généralise l'analyse et tente de montrer que la volonté de faire tomber l'Allemagne est une action délibérée de l'arrière, en particulier de la gauche (socialistes, communistes) et des Juifs.

### Incarnations
Dès la mise en place du régime républicain en Allemagne, une opposition sourde se fait jour contre ses promoteurs, du fait de leur passé et de leur confession ; ainsi, le socialiste Kurt Eisner constitue pour les conservateurs bavarois l'archétype de l'homme à abattre : militant pacifiste pendant la guerre, juif, il est assassiné en février 1919 par un officier de la Garde. Il synthétise l'ensemble des haines de la droite conservatrice en ce début d'année 1919, et à plus d'un titre, joue, pendant la période de l'entre-deux-guerres, la figure de celui qui aurait porté le coup de poignard dans le dos en Bavière.

### Récupération antisémite
En 1922, le mythe du « coup de poignard dans le dos » est instrumentalisé à des fins de propagande antisémite par l'idéologue Alfred Rosenberg : son Der Staatsfeindliche Zionismus (« Le sionisme, ennemi de l'État ») accuse les sionistes allemands d'avoir œuvré à la défaite de l'Allemagne et d'avoir soutenu le Royaume-Uni et la déclaration Balfour de 1917.

## Influence dans la débâcle du IIIeReich
Cette conviction que l’Allemagne aurait pu gagner la guerre en 1918 si le moral n’avait pas flanché, si des traîtres ne lui avaient pas donné « un coup de poignard dans le dos », est une des explications de l'acharnement suicidaire avec lequel l’Allemagne nazie s’est défendue à la fin de la Seconde Guerre mondiale jusqu'au premier tiers de l'année 1945, en dépit de l'échec de l'offensive des Ardennes qui avait épuisé le peu de son potentiel restant, attendant contre toute évidence les armes miraculeuses qui la sauveraient.
Se développe progressivement la psychose de la trahison de l'intérieur fomentée par les Juifs et les « criminels de novembre » (communistes, socialistes, républicains), qui ne méritaient que la mort. Encore en 1944, Heinrich Muller, chef de la Gestapo, affirmait que « nous ne commettrons pas la même faute que celle de 1918. Nous ne laisserons pas en vie nos ennemis de l'intérieur. »
« Quand il apprend la mort de Roosevelt le 12 avril 1945, invoquant les mânes de Frédéric II de Prusse, qui avait été sauvé d'une situation militaire désespérée par la mort de l'impératrice Élisabeth Pétrovna en 1762, Hitler fait déboucher du champagne et, déambulant comme un possédé, la main agitée de tremblements, dit à qui veut l'entendre : « Tenez ! Vous vous refusiez à y croire ! Qui a raison ? » ».